# Онтарио (језеро)
Језеро Онтарио (енгл. Lake Ontario) је језеро у Сједињеним Америчким Државама и Канади. Најмање је по величини од 5 Великих језера у Северној Америци. То је последње језеро у систему ових језера. Река Сен Лорен отиче из језера Онтарио ка Атлантском океану.
Онтарио се налази на граници између САД и Канаде. Језеро деле америчка савезна држава Њујорк и канадска провинција Онтарио. Име језера потиче од речи племена Хјурон која значи „велико језеро“. Канадска провинција Онтарио је добила име по овом језеру. У прошлости, ово језеро је била граница између племена Хјурон и њихових вазала Ирокеза. Први европљанин који је стигао до језера Онтарио био је француски истраживач Етјен Бриле 1615. 

## Географија
Језеро Онтарио је најисточније од Великих језера и најмање по површини (7.340 квадратних миља, 18.960 km2), иако по запремини премашује језеро Ири (393 кубних миља, 1.639 km3). То је 13. највеће језеро на свету. Када се урачунају његова острва, обала језера је дуга 712 mi (1.146 km). Као последње језеро у хидролошком ланцу Великих језера, језеро Онтарио има најнижу средњу надморску висину језера на 243 стопе (74 m) изнад нивоа мора; 326 ft (99 m) ниже од свог суседа узводно. Његова максимална дужина је 193 statute miles (311 kilometres; 168 nautical miles), а максимална ширина 53 mi (85 km; 46 nmi). Просечна дубина језера је 47 хвати 1 стопа (283 ft; 86 m), са максималном дубином од 133 хвати 4 стопе (802 ft; 244 m). Примарни извор језера је река Нијагара, која дренира језеро Ири, а река Светог Лоренса служи као испуст. Слив се простире на 24.720 квадратних миља (64.030 km2). Као и код свих Великих језера, нивои воде се мењају и током године (због сезонских промена уноса воде) и међу годинама (због дугорочних трендова падавина). Ове флуктуације нивоа воде су саставни део екологије језера и производе и одржавају велика мочварна подручја. Језеро такође има значајан слатководни риболов, иако су на њега негативно утицали фактори укључујући прекомерни риболов, загађење воде и инвазивне врсте.
Бејмут спрудови изграђени преовлађујућим ветровима и струјама створили су значајан број лагуна и заштићених лука, углавном у близини (али не ограничавајући се на) округа Принца Едварда, Онтарио, и најисточнијих обала. Можда најпознатији пример је залив Торонто, изабран као место главног града Горње Канаде због своје стратешке луке. Други истакнути примери укључују луку Хамилтон, заливе Ајрондекојт, Прескил и Содус. Сами спрудови су места дугих плажа, као што су провинцијски парк Сандбанкс и државни парк Санди Ајланд Бич. Ови пешчани спрудови су често повезани са великим мочварама, које подржавају велики број биљних и животињских врста, као и што обезбеђују важна одморишта за птице селице. Прескил, на северној обали језера Онтарио, посебно је значајан у том погледу. Јединствена карактеристика језера је залив Квинт у облику слова Z који одваја округ Принца Едварда од копна Онтарија, осим 2 mi (3,2 km) превлаке у близини Трентона; ова карактеристика такође подржава многа мочварна подручја и водене биљке, као и повезано рибарство.
Главне реке које се уливају у језеро Онтарио укључују реку Нијагара, реку Дон, реку Хамбер, реку Руж, реку Трент, реку Катараки, реку Генези, реку Освего, реку Црну реку, реку Литл Салмон и реку Салмон.

## Људска историја
Име Онтарио је изведено од хуронске речи Ontarí'io, што значи „велико језеро“. У колонијално доба, језеро се такође звало Катараки, што је француски правопис мохочког Катарокви.Katarokwi. Језеро је било граница између народа Хурон и Конфедерације Ирокеза у претколумбовско доба. У 15. веку Ирокези су протерали Хуроне из јужног Онтарија и населили северне обале језера Онтарио. Када су се Ирокези повукли, а Енишнабег / Оџибвеј / Мисассага се доселили са севера у јужни Онтарио, они су задржали име Ирокези. Артефакти за које се верује да су нордијског порекла пронађени су у области залива Содус, што указује на могућност трговине аутохтоних народа са нордијским истраживачима на источној обали Северне Америке.

## Економски утицаји
Језеро Онтарио је место неколико великих комерцијалних лука укључујући луку Торонто и луку Хамилтон. Лука Хамилтон је локација великих постројења за производњу челика.
Влада Онтарија, која држи права на дно језера канадског дела језера према Закону о коритама пловних вода, не дозвољава коришћење енергије ветра на воденим површинама. У предмету Trillium Power Wind Corporation против Онтарија (природни ресурси), Врховни суд правде је сматрао да компанија, од 2004. као „подносиоц захтева“ који је уложио 35.000 долара у накнаде, и када је 2011. године круна донела одлуку о политици против ветроелектрана на мору, захтевао оштету од 2,25 милијарди долара, није навела разуман разлог за акцију.
Велика језера су некада подржавала индустријски риболов, са рекордним изловом 1899. године. Прекомерни риболов је касније уништио индустрију. Међутим, у 21. веку постоје само активности рекреативног риболова.